# Lac Tanzawa
Le Lac Tanzawa (丹沢湖, Tanzawa-ko), se trouve à l'est du mont Fuji, à Yamakita, district de Ashigarakami, préfecture de Kanagawa au Japon. Il a été créé à la suite de la construction du barrage Miho en 1978. C'est un endroit pittoresque qui attire les visiteurs en automne.